# Peshkopia
Peshkopia (albanisch auch Peshkopi) ist eine kleine Stadt im Osten Albaniens. Peshkopia hat 14.710 Einwohner (Volkszählung 2023). Als größter Ort der Region ist Peshkopia auch Hauptstadt der Gemeinde Dibra sowie des Qarks Dibra. Als lokales Zentrum wuchs in Peshkopia die Bevölkerung leicht an, während das Umland zum Teil einen großen Bevölkerungsschwund zu verzeichnen hatte. In zwölf Jahren ist die Bevölkerung um rund 10 % von 13.251 Einwohner (Volkszählung 2011) angestiegen.
Dibra gehört gemäß NUTS:AL zur Statistik-Region Nordalbanien.

## Geographie
Die Stadt befindet sich in der Region Dibra, ein breites Tal, das vom Schwarzen Drin gebildet und im Osten und Westen von hohen Bergen umgeben ist. Peshkopia liegt auf der Ostseite rund vier Kilometer vom Fluss entfernt auf 650 m ü. A. Am Ostrand der Stadt steigt die Landschaft deutlich zum Korabgebirge an. Im Nordosten erhebt sich der Mali i Gramës (2345 m ü. A.).
Bei Peshkopia tritt der Peshkopia-Bach aus dem Gebirge. Der Nebenfluss des Schwarzen Drin trennt die Stadt in zwei Teile mit dem Zentrum nördlich der Brücke.
Bis zur nordmazedonischen Grenze auf dem Grat des Gebirges im Osten der Stadt sind es rund 7,5 Kilometer Luftlinie. Der Grenzübergang bei Maqellara liegt rund 20 Kilometer auf der Straße im Süden. Nach Tirana sind es über die Rruga e Arbërit rund 95 Kilometer. 

## Gemeinde
Früher war Peshkopia eine eigenständige Gemeinde (Bashkia), die im Sommer 2015 mit den anderen Gemeinden des ehemaligen Kreises Dibra zusammengelegt wurde. Die neue Gemeinde hat eine Fläche von 761 Quadratkilometern und 50.775 Einwohner.

## Stadtbild
Als administratives Zentrum Ostalbaniens ist Peshkopia von einem kleinen Dorf schnell zur Stadt gewachsen. Tagsüber ist die Stadt voll mit Menschen, die in den städtischen Geschäften oder Ämtern ihre Besorgungen erledigen oder auf dem Markt Gemüse und Obst verkaufen. Es gibt einen kleinen Boulevard mit Bäumen zu beiden Seiten. Links und rechts von dieser den Fußgängern vorbehaltenen Straße finden sich Verwaltungsgebäude, das Kulturzentrum und das ehemalige Albturist-Hotel. Am Hang über der Straße, die zum Fluss hinunterführt, liegt der Treg genannte Stadtteil mit Markt und zahlreichen älteren Häuser. Der Taleinschnitt des Flüsschens teilt die Stadt in zwei Teile: Südlich des Flusses auf einer Anhöhe abgesetzt vom Zentrum liegt der Stadtteil Dobrova mit zahlreichen Plattenbauten.

## Sehenswürdigkeiten
Das Museum, neben den ottomanischen Häusern, einer neuen großen Moschee, der lieblichen Landschaft und einigermaßen nahe gelegenen Nationalparks die einzige Attraktion für Touristen, ist seit längerer Zeit geschlossen.

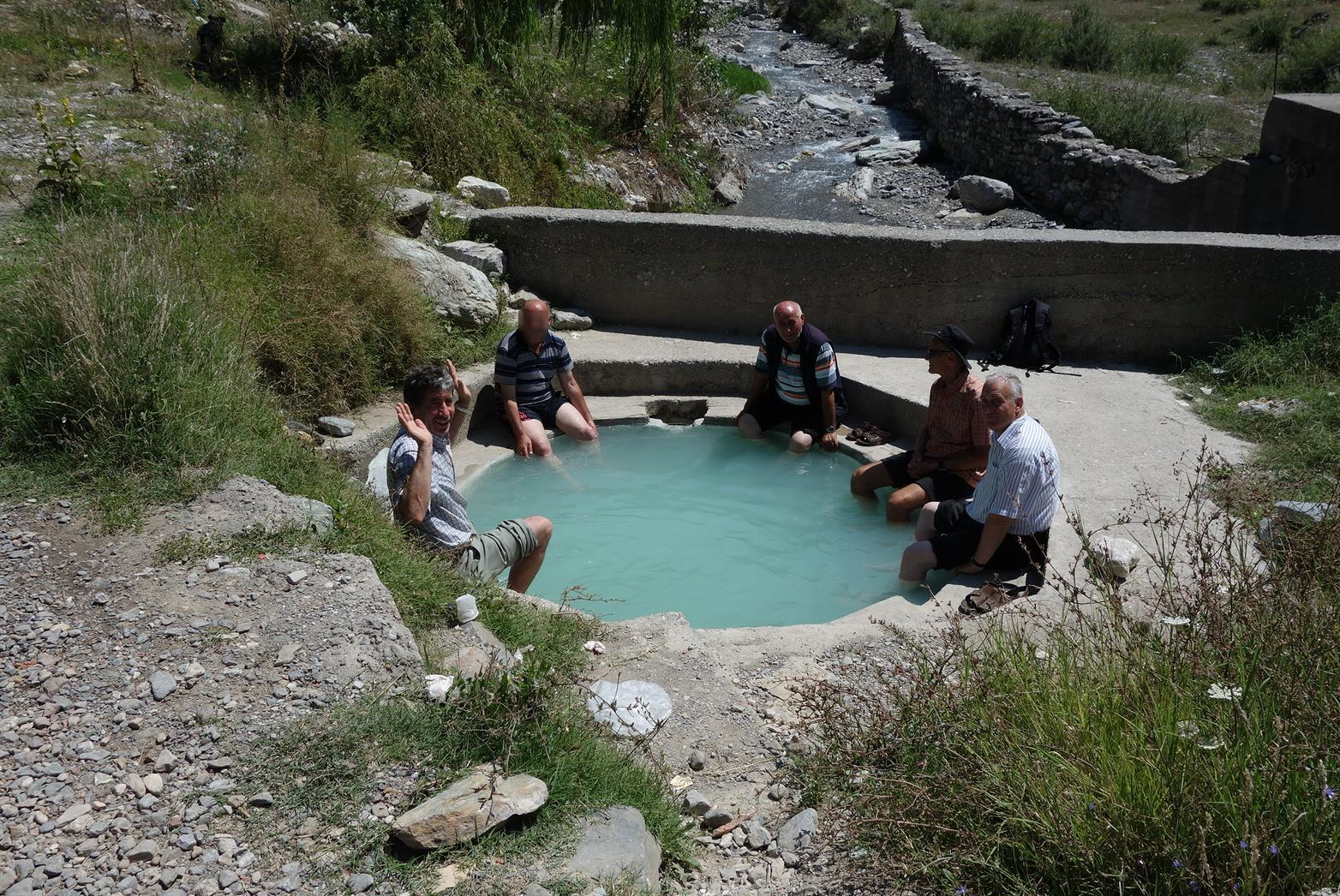
Badende in Llixhat

Das Schwefel-Heilbad Llixhat, wenige Kilometer östlich vom Stadtzentrum, zieht hingegen auch Gäste aus entfernteren Gegenden an. Hotels bieten Kuren an, die meist mehrere Wochen dauern. Es sind aber auch einzelne Bäder durch Tagesgäste und Bäder in frei zugänglichen Becken möglich.

## Geschichte
Bereits den Römern waren die warmen, schwefelhaltigen Quellen bekannt. Der Name Peshkopia wird vom griechischen Episcopi (Bischof-Sitz) abgeleitet, das auf eine frühe Christianisierung hindeutet. In der ottomanischen Zeit war Peshkopia ein kleiner Marktflecken, immer im Schatten der Stadt Dibra, die heutzutage jenseits der Grenze in Nordmazedonien liegt.

## Sport
Der lokale Fußballclub KS Korabi Peshkopi spielt aktuell in der Kategoria e parë.
Die Stadt verfügt über eine große Sporthalle, den Pallati i Sportit Bashkim Lala.

## Persönlichkeiten
- Hajredin Çeliku (1927–2005), Politiker
- Aziz Ndreu (1935–2000), Rhapsode
- Arben Spahiu (* 1966), Violinist
- Qazim Laçi (* 1996), albanisch-griechischer Fußballspieler